# Kertesziomyia penangensis
Kertesziomyia penangensis är en tvåvingeart som först beskrevs av Charles Howard Curran 1931.  Kertesziomyia penangensis ingår i släktet Kertesziomyia och familjen blomflugor. Inga underarter finns listade i Catalogue of Life.